# Gave de Jéret
Le gave de Jéret est un torrent pyrénéen français, précurseur du gave de Cauterets dans les Hautes-Pyrénées.

## Hydronymie
« Le terme « gave » désigne un cours d'eau dans les Pyrénées occidentales. Il s'agit d'un hydronyme préceltique désignant de manière générale un cours d'eau. Ce nom de gave est utilisé comme nom commun et a une très grande vitalité, presque envahissante, puisque certains cours d'eau pyrénéens ont perdu, depuis un siècle, leur nom local pour devenir « le gave de... » ».
Le nom Jéret signale la présence d'une prairie de montagne (jer).

## Géographie
Le gave de Jéret résulte de la réunion sur le site du Pont d'Espagne du gave de Gaube et du gave du Marcadau. Il conflue avec le gave de Lutour au lieu-dit la Raillère (à 1 033 m d'altitude). Leur réunion forme le gave de Cauterets.
Son parcours s'effectue en totalité sur la commune de Cauterets. Les quelque quatre kilomètres de son cours sont ponctués de plusieurs importantes cascades : cascades de Boussès, du Pas de l'Ours, de Pouey Bacou, du Ceriset (ou Cerisey) et d'Escane-Gat.

## Galerie d'images

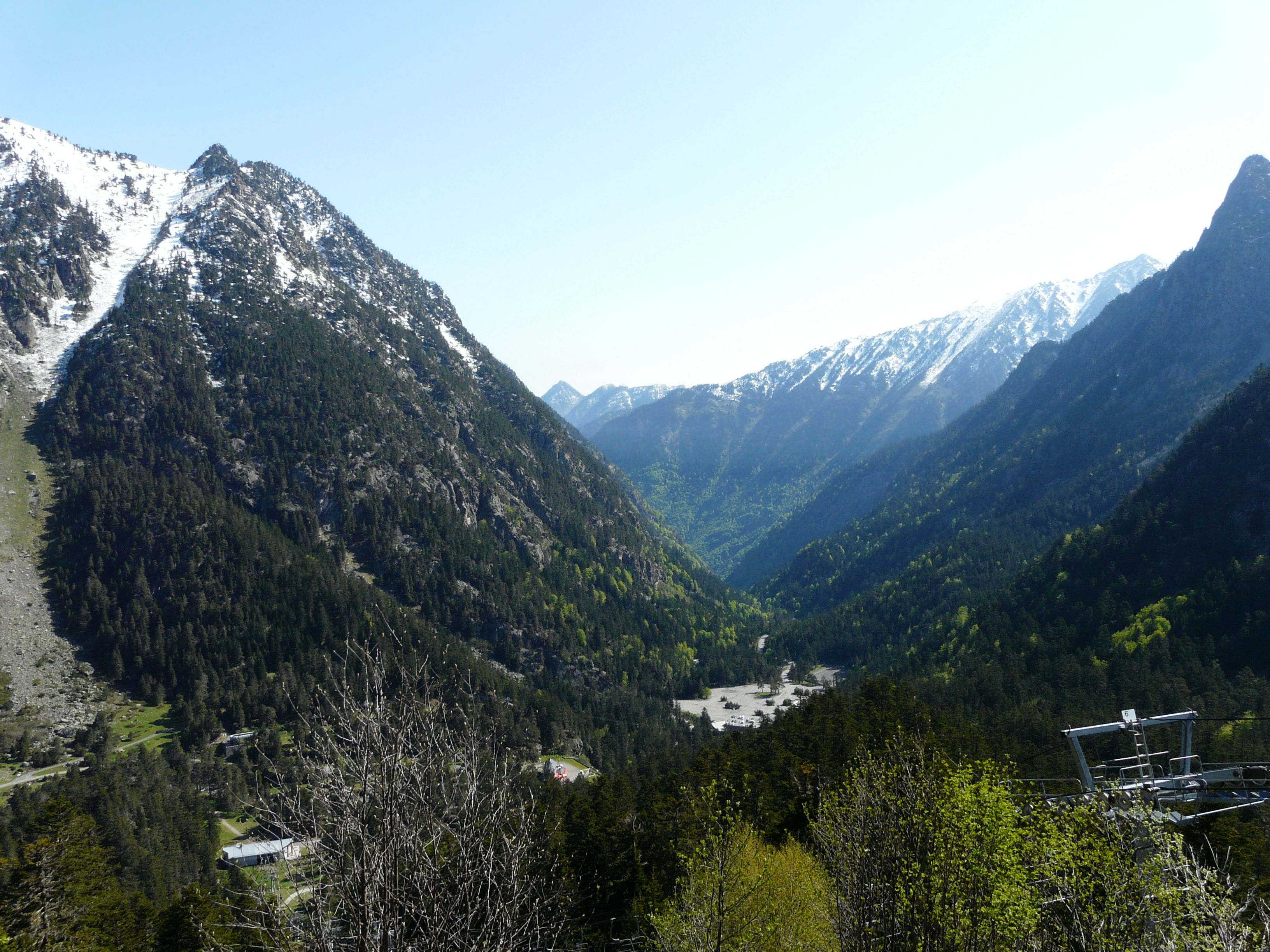
Le val de Jéret.
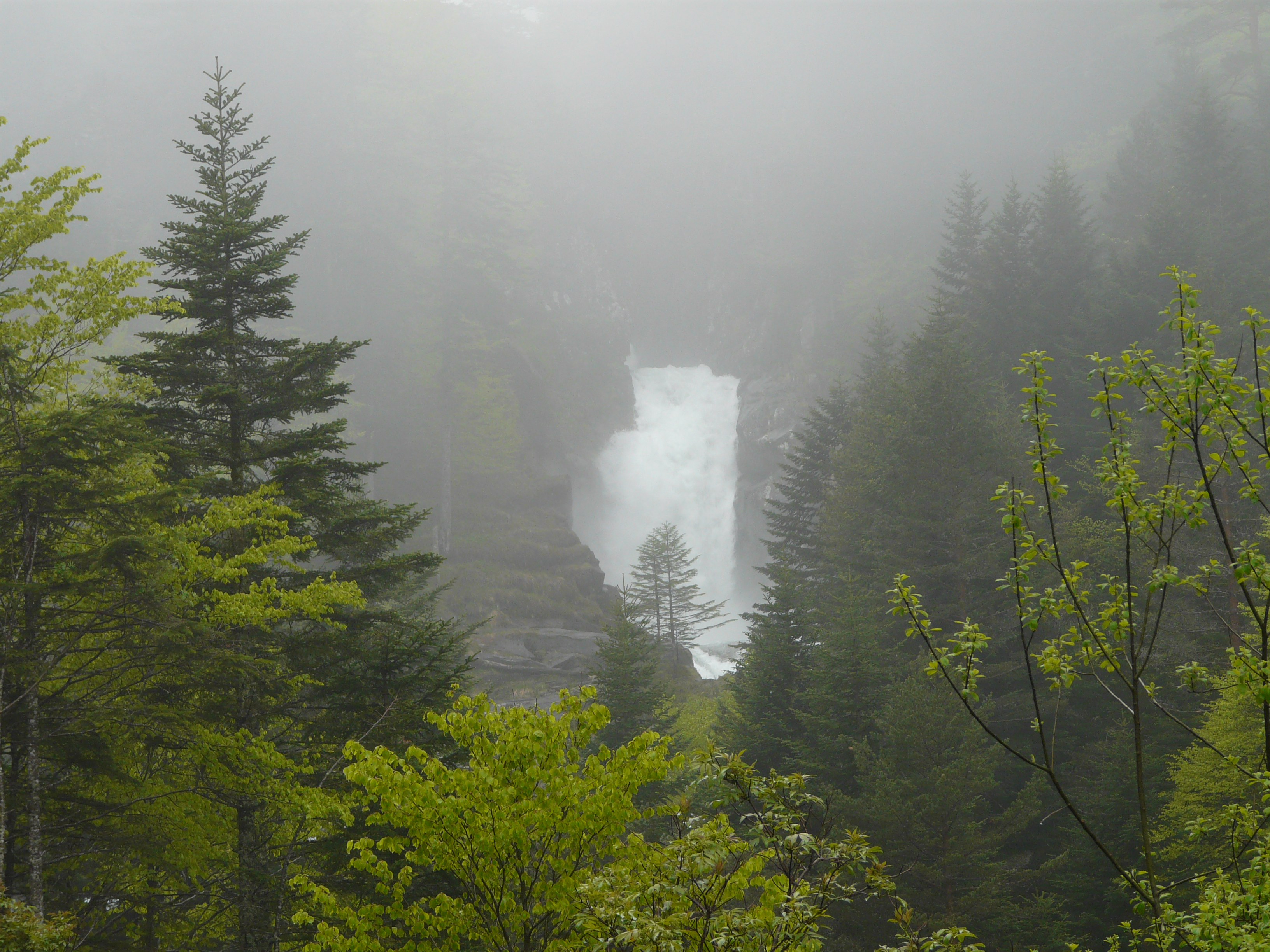
La cascade de Boussès.
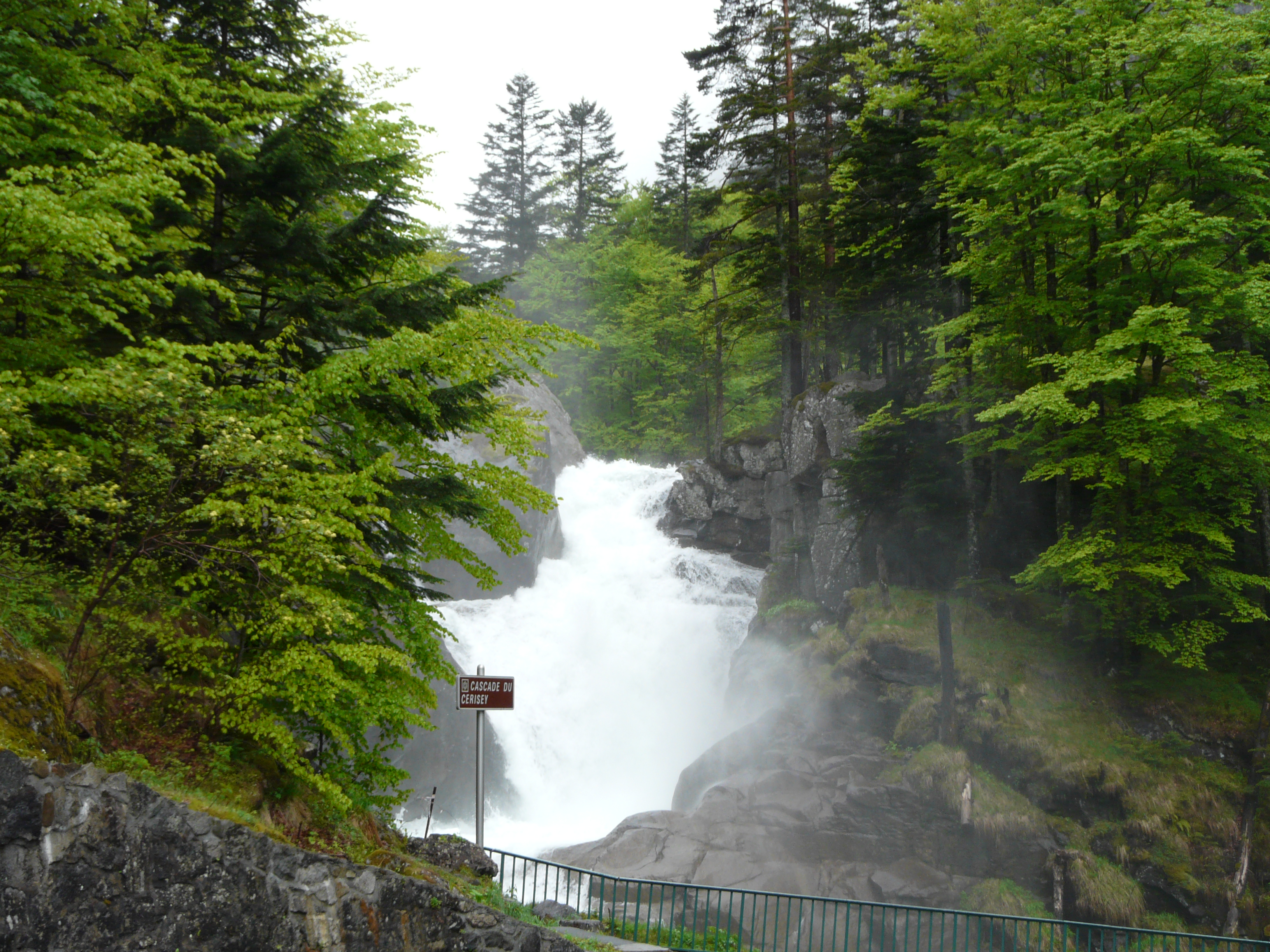
La cascade du Cerisey.
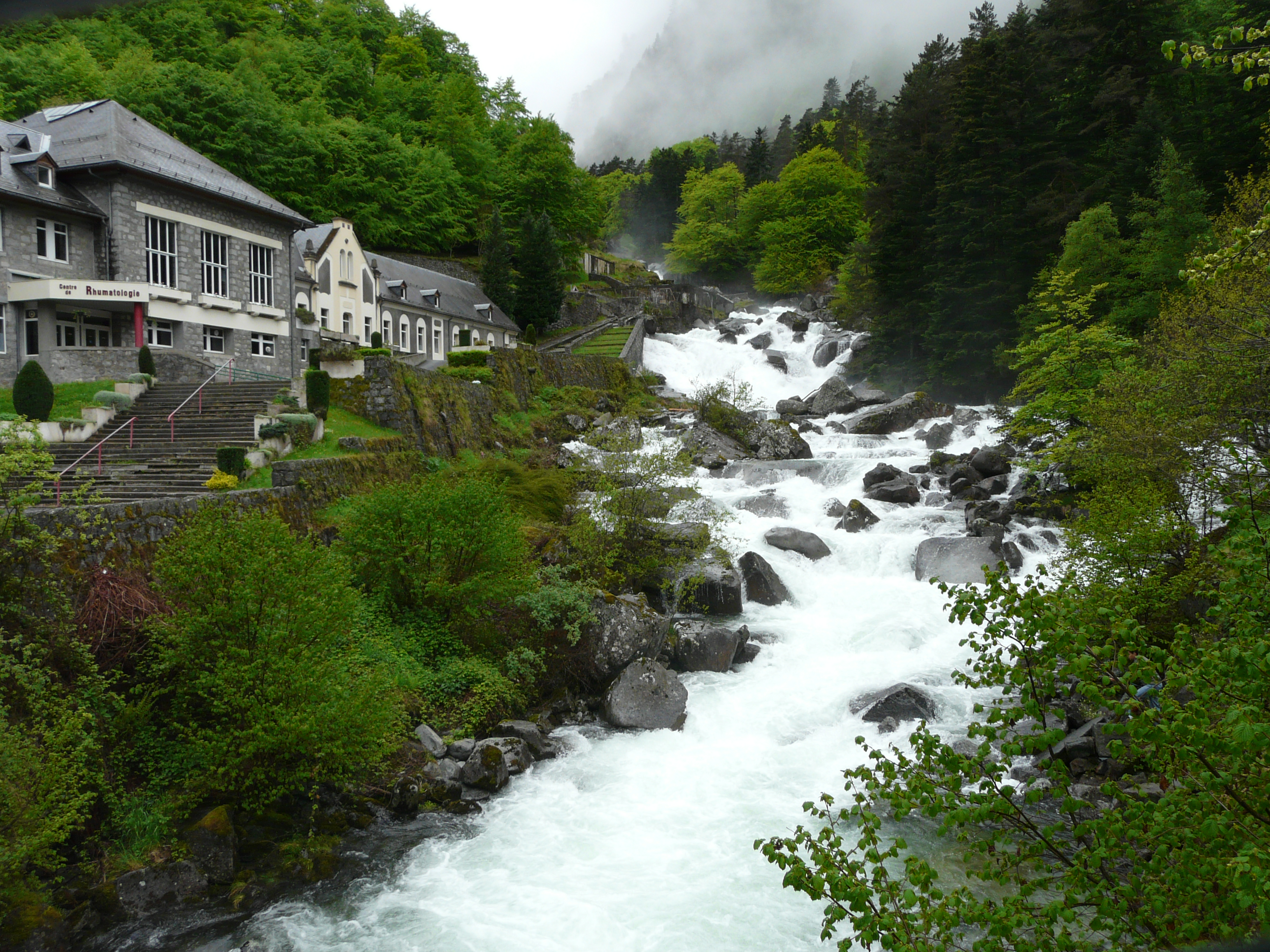
Le gave de Jéret devant les Thermes des Griffons à la Raillère.
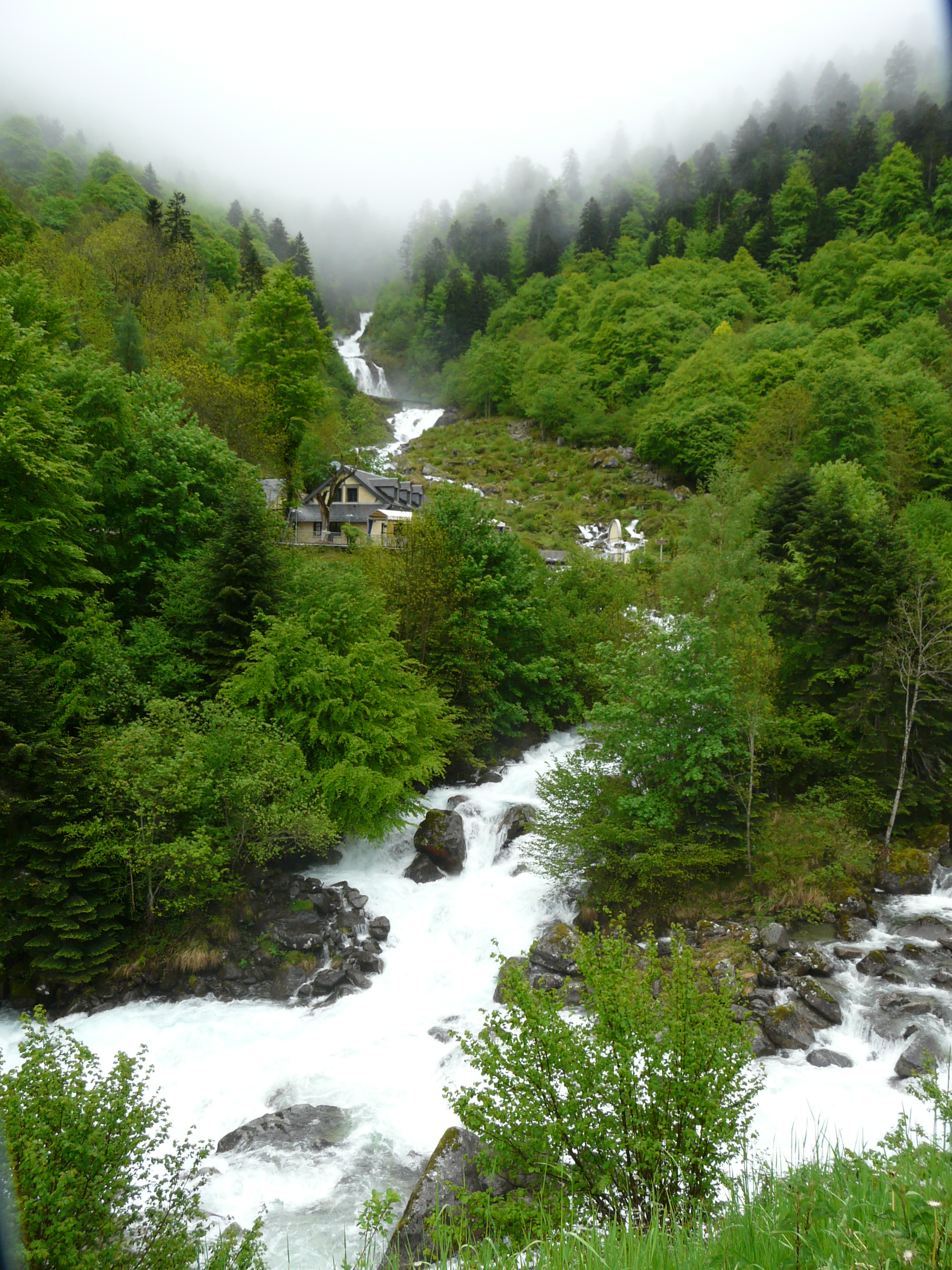
Venant de la droite, le gave de Jéret rejoint le gave de Lutour pour former le gave de Cauterets.